# Železniško postajališče Dornberk vas
Železniško postajališče Dornberk vas je eno izmed železniških postajališč v Sloveniji, ki oskrbuje bližnje naselje Dornberk. Nahaja se ob severnem robu naselja. Dornberk oskrbuje tudi postajališče Dornberk, ki je del proge med Novo Gorico in Sežano.